# Happy Just to Be Like I Am
《Happy Just to Be Like I Am》은 1971년 컬럼비아 레코드에서 발매한 미국의 블루스 음악가 타지 마할의 네 번째 스튜디오 음반이다.

## 평가
| 전문가 평가                       | 전문가 평가 |
| 평가 점수                         | 평가 점수   |
| 출처                              | 점수        |
| --------------------------------- | ----------- |
| AllMusic                          | [ 1 ]       |
| Christgau's Record Guide          | B+          |
| The Encyclopedia of Popular Music | [ 3 ]       |
| Rolling Stone                     | [ 4 ]       |

로버트 크리스트가우는 리뷰에서 "음악적으로 아프리카계 미국인들에 대한 이 편안하고 재치 있는 조사는 작곡이 해석을 눈앞에 두고 있을 때 가장 강력하다"라고 말했다. 《디스크》는 그것을 "좋은 음반, 펑키하고 내장이 풍부하며, 화려한 브라스가 있다"라고 불렀다. 《롤링 스톤》은 그것이 "느슨한 폭동의 블루스와 뿌리 음반"이고, 타지 마할이 "다른 젊은 흑인 음악가들이 들을 수 있도록 거의 혼자서 컨트리 블루스의 횃불을 들고 있다"라고 말했다.
에릭 조클러는 《세인트루이스 포스트디스패치》에서 "악기, 타지의 6홀 파이프, 4개의 튜바, 아고고, 플루겔호른 및 스틸 바디 기타의 한 섹션의 비범한 혼합물이 이 녹음을 그대로 기쁘게 한다"라고 썼다.

## 곡 목록
모든 곡들은 특별한 언급이 없는 한 타지 마할에 의해 작사/작곡하였다.
| #  | 제목                                                     | 작사·작곡        | 재생 시간 |
| -- | -------------------------------------------------------- | ---------------- | --------- |
| 1. | 〈Happy Just to Be Like I Am〉                           |                  | 3:49      |
| 2. | 〈Stealin'〉                                             | 거스 캐넌        | 6:58      |
| 3. | 〈Oh, Susannah〉                                         | 민요             | 5:19      |
| 4. | 〈Eighteen Hammers〉                                     |                  | 5:45      |
| 5. | 〈Tomorrow May Not Be Your Day〉                         |                  | 4:14      |
| 6. | 〈Chevrolet〉                                            | 에드 영, 로니 영 | 2:45      |
| 7. | 〈West Indian Revelation (AKA West Indian Reservation)〉 |                  | 6:09      |
| 8. | 〈Black Spirit Boogie〉                                  |                  | 7:10      |